# Biczura (Buriacja)
Biczura (ros. Бичура, buriacki Бэшүүрэ) – wieś (ros. село, trb. sieło) w Rosji, w Buriacji, centrum administracyjne rejonu biczurskiego. Miejscowość w 2010 roku liczyła 9145 mieszkańców.